# 群りゅうせい
群 りゅうせい（ぐん りゅうせい）は、日本の漫画家。

## 作品リスト

### 連載
- のぞいちゃお♥（『アクションピザッツ』2006年10月号[1]、『アクションピザッツSP』2007年3月号[1] - 2008年11月号[1]）
- ふたり暮らし（『アクションピザッツSP』2010年8月号[2] - 2012年2月号[2]）
- 幼馴染みと同級生とハメ過ぎて俺がピンチ！（『メンズ宣言DX』Vol.01[3] - Vol.03[4]、Vol.57[5]）
- 寝取られ巨乳姉しぼり（『メンズ宣言DX』Vol.15[6]、Vol.21[7]、Vol.26[8] - Vol.28[9]、Vol.30[10]、Vol.40[11]）
- 激しくピストン！ 乳揺れマン喫（『メンズ宣言DX』Vol.35[12]、Vol.60[13] - Vol.62[14]）
- 即ハメ女子寮！女教師ハーレムに男はオレだけ（『ヤング宣言』Vol.31[15] - Vol.39[16]、『メンズ宣言』Vol.116[17] - ）

### 読み切り
- タイトル不明（『メンズゴールド』2017年2月号[18]）
- 女教師ハーレム女子寮（『劇画シークレット』VOL.1[19]、VOL.2[20]）
- 彼より先に弟と…白濁まみれの秘密（『メンズ宣言DX』Vol.16[21]、Vol.17[22]）
- タイトル不明（『人妻×不倫〜人妻が不倫をするワケは…〜』収録、2023年[23]）

### 書籍
- 『HIGHにして！』少年画報社、1994年12月 - 1996年4月、全3巻
- 『若草美少女隊』少年画報社、1996年10月 - 1998年1月、全4巻
- 『GIRLS』少年画報社、1998年10月 - 2001年5月、全5巻
- 『クロス』少年画報社、2002年3月 - 2003年6月、全3巻
- 『VIVA 素敵なお姉さん』少年画報社、2004年2月 - 2005年7月、全3巻
- 『超天然マコ先生』少年画報社、2006年3月 - 2006年10月、全2巻
- 『グローイングアップ』辰巳出版、2007年12月15日
- 『のぞいちゃお♥』双葉社〈アクションコミックス〉、2009年1月28日初版発行[24]
- 『ミス♥タッチ』辰巳出版、2009年3月20日
- 『義母×義姉妹』富士見出版、2011年6月25日
- 『ふたり暮らし』双葉社〈アクションコミックス〉、2012年3月2日初版発行[25]
- 『姫乃のジェラシー』エンジェル出版、2013年8月17日
- 『女教師 恥辱のレッスン』リイド社、2014年1月31日
- 『校内淫行のススメ』海王社〈KAIOHSHA COMICS〉、2015年6月[26]
  - 『校内淫行のススメ』楽楽出版〈RK COMICS CYBERIA SERIES〉、2019年9月[27]